# Hypomecis exilis
Hypomecis exilis är en fjärilsart som beskrevs av Sato 1990. Hypomecis exilis ingår i släktet Hypomecis och familjen mätare. Inga underarter finns listade i Catalogue of Life.